# Jékely Endre
Jékely Endre (Nagyenyed, 1914. október 8. – Visegrád, 1999) jogász, író, műfordító.

## Életpályája
Középiskolai tanulmányait szülővárosában, a Bethlen Gábor Kollégiumban kezdte, a kolozsvári református kollégiumban folytatta, majd Budapesten fejezte be. 1937-ben szerzett államtudományi doktorátust a Pázmány Péter Tudományegyetemen, majd 1958-ban jog és államtudományi doktorátust az Eötvös Loránd Tudományegyetemen. 1987-ben vette át aranyoklevelét. 
Évtizedeken keresztül a Földművelésügyi Minisztérium munkatársaként dolgozott. 
Önként jelentkező tüzérként harcolt a II. világháborúban.
A hetvenes évektől kezdve családjával Visegrádon élt. 
Egy évtizeden át tevékeny munkatársa, állandó szerzője volt az Állatvilág című zoológiai magazinnak. Természeti témájú gyűjteményeiben, köteteiben az általa válogatott és fordított írásokon keresztül az állatok, az élővilág ábrázolásának világirodalmi és népművészeti hagyományait tárta az olvasó elé.

## Családja
Édesapja Áprily Lajos, költő, műfordító. Bátyja Jékely Zoltán, író, költő, műfordító.

## Kötetei
- Nagyvadak közelről (válogatta és fordította), Gondolat, Budapest, 1971
- A vizek óriásai, Gondolat, Budapest, 1977
- A vizek óriásai (szerk. Bíró Sándor). Gondolat, Budapest, 1982
- A vizek óriásai (szerk. Veress István), Saxum, Budapest, 2001
- Hogyan győzte le a jaguárt a teknős? (válogatta és fordította), Móra, Budapest, 1980
- Fogakkal és karmokkal, Natura, Budapest, 1986
- Fantasztikus állattörténetek (válogatta és fordította), Gondolat-Marabu, Budapest, 1990
- A vízisikló kalandjai, Százszorszép, Budapest, 1995
- A róka királysága (gyűjtötte és fordította), Százszorszép, Budapest, 1997

### Egyéb megjelenések
- A halász és a tigriscápa (fordítás) – Állatvilág, 1977. május
- Veress István: A dzsungel pokla (ford. Jékely Endre), Sensus, 2002
- Jékely Endre: Macskáink In. Veress István (szerk.): Azok a csodálatos cicák!, Arión, Budapest, 2005
- Jékely Endre: Macskáink In. Veress István (szerk.): A macska ezer arca, Arión, Budapest, 2010